# 홍윤화
홍윤화(洪允和, 1988년 7월 16일~)는 대한민국의 희극인이다.

## 텔레비전 프로그램

### 방송
| 연도          | 기간              | 방송사 | 제목                                                   | 역할   | 장르 | 비고   |
| ------------- | ----------------- | ------ | ------------------------------------------------------ | ------ | ---- | ------ |
| 2013년~2017년 | 4월 14일~5월 31일 | SBS    | 《웃음을 찾는 사람들》 -윤화는 일곱살, 콩닥콩닥 민기쌤 | 출연자 | 예능 | 출연자 |

- SBS 《웃음을 찾는 사람들》
  - 《별에서 온 그놈》 천송이 역
  - 〈백주부TV〉 픽마마 (이혜정) 역
  - 〈아가씨를 지켜라〉 아가씨 역
- SBS 《개그투나잇》
- KBS2 《위기탈출 넘버원》
- MBC 《황금어장 라디오스타》
- SBS 《동상이몽, 괜찮아 괜찮아》
- SBS 《자기야 - 백년손님》
- SBS 《백종원의 3대 천왕》
- SBS 《정글의 법칙 in tonga》
- KBS1 《이웃사이다》
- JTBC 《잘 먹겠습니다》
- MBC 《마이 리틀 텔레비전》
- EBS1 《스마트과학 퀴즈쇼-간다면 간다》
- SBS 《희극지왕》
- Mnet 《골든 탬버린》
- 채널A 《도플갱어쇼 별을 닮은 그대》
- 채널A 《맛있는 토요일 밥 한번 먹자》
- tvN 《코미디빅리그》
  - 부모님이 누구니
  - 문식당
  - 컴 funny
  - 베스트 프렌드
  - 산적은 산적이다
  - 2021 슈퍼차 부부
  - 금쫙가는 상담소
- JTBC 《히든싱어 5》 패널
- skyPetPark 《마이펫연구소》
- KBS2 《해피투게더 4》 - 38회(2019년 6월 27일)
- O tvN 《이불쓰고 정주행》(2019년)
- tvN 《뭐든지 프렌즈》(2019년)
- EBS1 《엉뚱남매 요리조리쇼》(2019년)
- tvN 《핑거게임》(2020년)
- Olive 《뭐든지 베스트 셀러》(2020년)
- 엠넷 《너의 목소리가 보여》(2021년)
- KBS2 《수미산장》 12회 (2021년)
- MBC 《황금어장 라디오스타》 679회 (2021년)
- JTBC 《1호가 될 순 없어》(2021년)
- TV조선 《와카남》(2021년)
- iHQ 《맛있는 녀석들》(2021년)
- tvN 《줄 서는 식당》(2022년) - 26회
- MBC 《심야괴담회》(2022년) - 73회
- tvN 《한도초과》(2022년)
- KBS조이 • 채널 S 《취업빙자먹방 위장취업》(2023년)
- SBS 《먹찌빠》(2024년)
- SBS 《신발 벗고 돌싱포맨》(2024년)

### 웹예능
- 유튜브
  - 《노빠꾸 탁재훈》(2022년) - 13회
  - 《달려라 석진》(2024년) - 12회

### 드라마
- 《내사랑 내곁에》(SBS) - 영미 역
- 《레알스쿨》(MBC every1) - 본인 역
- 《장난스런 키스》(MBC) - 정주리 역
- 《KBS 드라마 스페셜 - 웃기는 여자》(KBS2)
- 《여왕의 꽃》(MBC) - 식당 손님 역(특별출연)
- 《웃기는 여자》(KBS2) - 오달수 역
- 《오 마이 비너스》(KBS2) - 조현정 역
- 《역적 : 백성을 훔친 도적》(MBC) - 몸종 역
- 《완벽한 아내》(KBS2)
- 《tvN 드라마 스테이지 - 직립 보행의 역사》(tvN)
- 《로봇이 아니야》(MBC)
- 《기름진 멜로》(SBS) - 간보라 역
- 《톱스타 유백이》(tvN) - 경찰서에서 취조받는 여자 역(특별출연)
- 《피어나》(네이버TV) - 권시연 역(특별출연)
- 《황금정원》(MBC) - 미미 역(1회, 4회 특별출연)
- 《우리, 사랑했을까》(JTBC) - 홍윤화의 오후에 만나요 라디오 DJ 역(특별출연)
- 《제발 그 남자 만나지 마요》(MBC every1) - 사진작가 역(특별출연)
- MBC 《MBC 스페셜》 768회 : 2018 언니는 살아있다
- 《하늘의 인연》(MBC) - 신부 역(특별출연)
- 《24시 헬스클럽》(KBS2) - 박둘희 역

### 라디오
- 2015년 EBS FM 《EBS 책 읽는 라디오 낭독 시리즈》
- 2017년 tbs FM 《유쾌한 만남 나선홍 홍윤화입니다》
- 2020년 SBS 러브FM 《황제성의 Ready Yo 퐝퐝》

### 웹 드라마
- 《더 미라클》(네이버TV) 권시연 역

### 영화
- 《캐치미》(2013년) - 이숙자 역
- 《좀비크러쉬: 헤이리》(2021년) - 깐깐아줌마 역

### 광고
- 2010년 쌍방울 트라이
- 2017년 현대약품 루핑 점안액
- 2017년 이마트
- 2017년 넷마블게임즈 모두의마블
- 2018년 랭킹닭컴
- 2018년 세븐나이츠 4주년 스마트 업데이트
- 2019년 어퓨 산뽕나무 앰플&크림
- 2019년 농심 쌀국수
- 2019년 로미스토리
- 2020년 이차돌

### 홍보대사
- 2013년 13/14 동계시즌 엘리시안 강촌스키장의 홍보대사
- 2014년 서울 캐릭터 라이선싱 페어 홍보대사
- 2015년 플랜코리아 홍보대사
- 2016년 제1회 순창세계소스박람회 홍보대사
- 2017년 구세군 자선냄비 홍보대사

## 수상 내역
- 2018년 제23회 소비자의 날 KCA 문화연예 시상식 2018 시청자가 뽑은 올해의 커플
- 2018년 제26회 대한민국 문화연예대상 예능 부문 최우수상
- 2016년 제43회 한국방송대상 통합 코미디언상 《웃음을 찾는 사람들》外
- 2016년 SBS 연예대상 코미디부문 최우수상 《웃음을 찾는 사람들》
- 2014년 SBS 연예대상 코미디부문 최우수상 《웃음을 찾는 사람들》
- 2012년 SBS 연예대상 코미디부문 우수상 《웃음을 찾는 사람들》
- 2008년 SBS 연예대상 코미디부문 신인상 《웃음을 찾는 사람들》

## 가족 관계
- 배우자: 김민기(1983년 11월 4일~)